# عرفات عصفور
عرفات حسين سليمان عصفور أبو سنينة (أبو خالد؛ 25 يونيو 1961 – ) اقتصادي ورجل أعمال فلسطيني، يشغل منذ مارس 2024 منصب وزير وزارة الصناعة ضمن حكومة محمد مصطفى.

## حياته
وُلد عصفور عام 1961 في مدينة الخليل إبان فترة الإدارة الأردنية للضفة الغربية.
يحمل درجة البكالوريوس في الاقتصاد ودرجة الماجستير في الدراسات الدولية من جامعة بيرزيت.
له دور في عدة مؤسسات أبرزها:
- بين عامي 1993 و2002، كان عضوًا في مجلس إدارة مركز معًا للتنمية.
- بين عامي 1996 و2003، كان عضوًا في مجلس إدارة اتحاد الصناعات الغذائية الفلسطيني.
- بين عامي 2003 و2017، كان شريكًا ومديرًا تنفيذيًا لشركة الرخام العماني في مجموعة نصار.
- بين عامي 2011 و2017، كان شريكًا وعضوًا في مجلس إدارة شركة سرايا للتطوير العقاري.
- منذ عام 2017، شغل منصب رئيس مجلس إدارة مركز التجارة الفلسطيني (Pal trade).
- عضوًا في مجلس إدارة سلطة النقد الفلسطينية.

في 28 مارس 2024، اعتمد الرئيس محمود عباس التشكيلة الوزارية للحكومة الفلسطينية التاسعة عشرة التي يرأسها محمد مصطفى ومنحها الثقة. وفي 31 مارس 2024، أدى حجاوي اليمين القانونية وزيرًا لوزارة الصناعة في مقر الرئاسة الفلسطينية بمدينة البيرة.